# Destins liés
Albums de S-Crew
Seine Zoo
(2013) SZR 2001
(2022)
Singles
1. On va le faire
Sortie : 16 mai 2016
2. C'est pas un film
Sortie : 20 mai 2016
3. J'aurais pas dû
Sortie : 13 juin 2016

Destins liés est le deuxième album studio du groupe de rap français S-Crew sorti le 17 juin 2016 sur les labels Seine Zoo, Polydor et Universal.
Cet album obtient un accueil commercial bien plus important que Seine Zoo, le premier album du groupe sorti en 2013, principalement grâce au succès en solo de Nekfeu avec son premier album solo Feu, paru l'année précédente. Il obtient la certification de disque de platine, cumulant plus de 100 000 exemplaires vendus à travers la France.
Le single J'aurais pas dû, sera le plus gros succès de l'album, le clip dépassant les 25 millions de vues sur YouTube, et étant même certifié single de platine.

## Liste des pistes
Cette liste présente l'ensemble des titres présents sur l'album Destins Liés.
| 1.      | Intro-muros                                     | Hugz Hefner | 1:04 |
| 2.      | On va le faire                                  | Hugz Hefner | 3:54 |
| 3.      | Nés pour mener                                  | Hugz Hefner | 4:07 |
| 4.      | C'est pas un film (Framal & Nekfeu)             | Hugz Hefner | 3:40 |
| 5.      | L'art et la manière (featuring Doums)           | Hugz Hefner | 4:56 |
| 6.      | Jusqu'au bout (Creed) (Nekfeu featuring $-Crew) | Hugz Hefner | 3:29 |
| 7.      | Démarre                                         | Kezo        | 4:55 |
| 8.      | Fausse note                                     | Hugz Hefner | 3:48 |
| 9.      | Félins (2zer Washington, Mekra & Nekfeu)        | Hugz Hefner | 3:47 |
| 10.     | J'aurais pas dû                                 | Hugz Hefner | 3:45 |
| 11.     | Fugazi (2zer Washington, Framal & Nekfeu)       | Hugz Hefner | 3:20 |
| 12.     | Un homme change le monde (Framal & Mekra)       | Hugz Hefner | 3:43 |
| 13.     | Plus pareil                                     | Hugz Hefner | 4:13 |
| 14.     | Bresson (2zer Washington, Framal & Nekfeu)      | Hugz Hefner | 3:15 |
| 15.     | Une étoile                                      | Hugz Hefner | 3:32 |
| 16.     | Sereins                                         | Hugz Hefner | 4:53 |
| 1:00:00 |                                                 |             |      |

| Bonus en précommande iTunes | Bonus en précommande iTunes | Bonus en précommande iTunes | Bonus en précommande iTunes | Bonus en précommande iTunes | Bonus en précommande iTunes | Bonus en précommande iTunes | Bonus en précommande iTunes | Bonus en précommande iTunes | Bonus en précommande iTunes |
| No                          | Titre                       | Compositeur(s)              | Durée                       |                             |                             |                             |                             |                             |                             |
| --------------------------- | --------------------------- | --------------------------- | --------------------------- | --------------------------- | --------------------------- | --------------------------- | --------------------------- | --------------------------- | --------------------------- |
| 17.                         | Labo                        | Hugz Hefner                 | 3:55                        |                             |                             |                             |                             |                             |                             |
| 1:03:55                     |                             |                             |                             |                             |                             |                             |                             |                             |                             |

## Voix additionnelle(s)
- La fin du morceau Sereins est interprété par Doums.

## Réception

### Accueil commercial
Lors de sa première semaine d'exploitation, l'album Destins Liés réalise un assez bon démarrage, s'étant écoulé à 17 000 exemplaires, dont 10 000 ventes physiques et 7 000 ventes digitales. Il se place alors à la première place du top album en France. Moins de deux mois après sa sortie, l'album est certifié disque d'or par le Syndicat national de l'édition phonographique, s'étant donc écoulé à plus de 50 000 exemplaires en France.
Au total, Destins liés s'est écoulé à plus de 100 000 exemplaires, incluant les ventes physiques, les ventes digitales ainsi que le streaming.

### Classements et certifications
| Classement (2016)            | Meilleure position | Certification |
| ---------------------------- | ------------------ | ------------- |
| France (SNEP)                | 1                  | Platine       |
| Belgique (Wallonie Ultratop) | 3                  | —             |
| Suisse (Schweizer Hitparade) | 5                  | —             |